# Driggs
Driggs és una població dels Estats Units a l'estat d'Idaho. Segons el cens del 2000 tenia 1.100 habitants.

## Demografia
Segons el cens del 2000, Driggs tenia 1.100 habitants, 386 habitatges, i 252 famílies. La densitat de població era de 408,4 habitants/km².
Dels 386 habitatges en un 38,1% hi vivien nens de menys de 18 anys, en un 51,6% hi vivien parelles casades, en un 7,5% dones solteres, i en un 34,5% no eren unitats familiars. En el 23,3% dels habitatges hi vivien persones soles el 7,8% de les quals corresponia a persones de 65 anys o més que vivien soles. El nombre mitjà de persones vivint en cada habitatge era de 2,83 i el nombre mitjà de persones que vivien en cada família era de 3,44.
Per edats la població es repartia de la següent manera: un 30,5% tenia menys de 18 anys, un 10,8% entre 18 i 24, un 34,6% entre 25 i 44, un 15,9% de 45 a 60 i un 8,2% 65 anys o més.
L'edat mediana era de 30 anys. Per cada 100 dones de 18 o més anys hi havia 114,3 homes.
La renda mediana per habitatge era de 33.750 $ i la renda mediana per família de 40.469 $. Els homes tenien una renda mediana de 30.703 $ mentre que les dones 19.722 $. La renda per capita de la població era de 14.710 $. Aproximadament el 7% de les famílies i l'11,2% de la població estaven per davall del llindar de pobresa.

## Poblacions més properes
El següent diagrama mostra les poblacions més properes.